# Kim Jo-sun
Dans ce nom coréen, le nom de famille, Kim, précède le nom personnel.
Kim Jo-sun (née le 13 juin 1975) est une archère sud-coréenne.

## Biographie
Kim Jo-sun dispute les Jeux olympiques d'été de 1996 se tenant à Atlanta. Elle y remporte la médaille d'or par équipe et se classe sixième de l'épreuve individuelle.